# Brockenbahn
| Personenzug im Bahnhof Brocken |                     |                                         |                                         |
| |                     |                                         |                                         |
| Streckennummer: | 9701                |                                         |                                         |
| Kursbuchstrecke (DB): | 325                 |                                         |                                         |
| Kursbuchstrecke: | 182b (1934)         |                                         |                                         |
| Streckenlänge: | 19,0 km             |                                         |                                         |
| Spurweite: | 1000 mm (Meterspur) |                                         |                                         |
| Maximale Neigung: | 33 ‰                |                                         |                                         |
| Streckengeschwindigkeit: | 40 km/h             |                                         |                                         |
| |                     |                                         |                                         |
| \| \| \| von Wernigerode \| \| \| \| 0,00 \| Drei Annen Hohne \| 543 m \| \| \| \| nach Nordhausen \| \| \| \| \| Steinbach \| \| \| \| \| Dammastbach \| \| \| \| 2,90 \| Bk Knaupsholz \| Bk Knaupsholz \| \| \| 3,55 \| Awanst Steinbruch Knaupsholz (bis 1963) \| Awanst Steinbruch Knaupsholz (bis 1963) \| \| \| \| Wormke \| \| \| \| 5,36 \| Schierke \| 687 m \| \| \| 8,60 \| Bk Bobbahn \| Bk Bobbahn \| \| \| \| Schwarze Schluftwasser \| \| \| \| 10,35 \| Eckerloch \| 855 m \| \| \| 10,90 \| Bk Eckerloch \| Bk Eckerloch \| \| \| 13,60 \| Goetheweg \| 956 m \| \| \| 16,60 \| Bk Brockenmoor \| Bk Brockenmoor \| \| \| 18,96 \| Brocken \| 1125 m \| |                     |                                         |                                         |
| Strecke |                     | von Wernigerode                         | von Wernigerode                         |
| Bahnhof | 0,00                | Drei Annen Hohne                        | 543 m                                   |
| Abzweig geradeaus und nach links |                     | nach Nordhausen                         | nach Nordhausen                         |
| Brücke über Wasserlauf |                     | Steinbach                               | Steinbach                               |
| Brücke über Wasserlauf |                     | Dammastbach                             | Dammastbach                             |
| Blockstelle | 2,90                | Bk Knaupsholz                           | Bk Knaupsholz                           |
| Abzweig geradeaus und ehemals nach rechts | 3,55                | Awanst Steinbruch Knaupsholz (bis 1963) | Awanst Steinbruch Knaupsholz (bis 1963) |
| Brücke über Wasserlauf |                     | Wormke                                  | Wormke                                  |
| Bahnhof | 5,36                | Schierke                                | 687 m                                   |
| Blockstelle | 8,60                | Bk Bobbahn                              | Bk Bobbahn                              |
| Brücke über Wasserlauf |                     | Schwarze Schluftwasser                  | Schwarze Schluftwasser                  |
| ehemaliger Bahnhof | 10,35               | Eckerloch                               | 855 m                                   |
| Blockstelle | 10,90               | Bk Eckerloch                            | Bk Eckerloch                            |
| Dienststation / Betriebs- oder Güterbahnhof | 13,60               | Goetheweg                               | 956 m                                   |
| Blockstelle | 16,60               | Bk Brockenmoor                          | Bk Brockenmoor                          |
| Kopfbahnhof Streckenende | 18,96               | Brocken                                 | 1125 m                                  |

Die Brockenbahn ist eine hauptsächlich touristisch genutzte, meterspurige Eisenbahnstrecke der Harzer Schmalspurbahnen (HSB). Sie führt von Drei Annen Hohne an der Harzquerbahn über Schierke auf den Brocken.

## Streckenverlauf
Die Brockenbahn verlässt den Bahnhof Drei Annen Hohne (542 m ü. NN) neben der Harzquerbahn in südwestlicher Richtung. Sie kreuzt jedoch – noch in der Ausfahrt – die Straße nach Schierke/Elend und führt danach unmittelbar, verbunden mit einem Anstieg der Strecke, in den Nationalpark Harz. Dies geschieht zunächst am Südabhang der Regensteiner Köpfe, um im Wormketal mittels einer nördlich ausgerichteten Kehre – weit unter dem Hohnekopf – weiter an den Südabhängen des Erdbeerkopfs den Bahnhof Schierke (688 m) zu erreichen. Dieser liegt, weil beim Bau die Weiterführung zum Brockengipfel schon vorgesehen war, einige hundert Meter von der Ortslage Schierke entfernt und zusätzlich 80 Meter höher. Ungefähr auf halber Strecke existierte bis 1963 ein Anschlussgleis zum Granitsteinbruch Knaupsholz. Nach Verlassen des Bahnhofes Schierke führt die Strecke nordwestwärts in Hanglage auf einem längeren Abschnitt durch das Tal der Kalten Bode, das sich südlich und weit unterhalb erstreckt. Links taucht der 971 m hohe Wurmberg auf und die Bahn kreuzt erstmals die Brockenstraße.
Der Graben des Schwarzen Schluftwassers wird mittels einer weiteren Kehre, inmitten derer die Eckerlochbrücke unter der Heinrichshöhe am Kurvenscheitel liegt, ausgefahren. Darauf folgt die Umfahrung der Rabenklippen- und Königsbergabhänge bis zum Bahnhof Goetheweg (956 m), der heute nur noch als Betriebsbahnhof genutzt wird. Anschließend führt die Bahn auf einem Höhenrücken direkt auf den Brocken zu, umrundet ihn in einer Spirale eineinhalbmal, wobei sie die Brockenstraße erneut quert, und endet schließlich nach 18,9 Kilometern im Bahnhof Brocken (1125 m).

## Geschichte

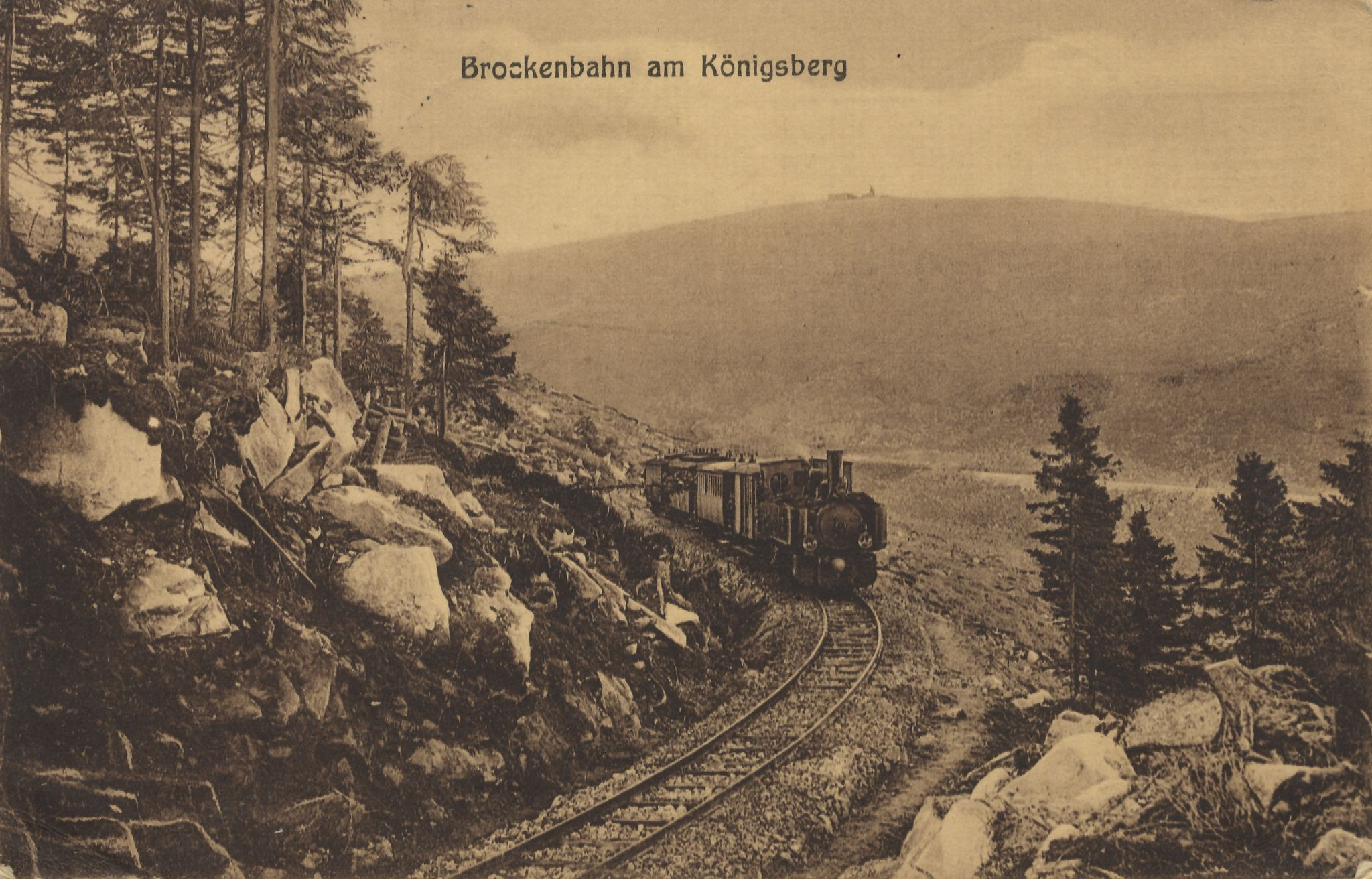
Am Königsberg, um 1900

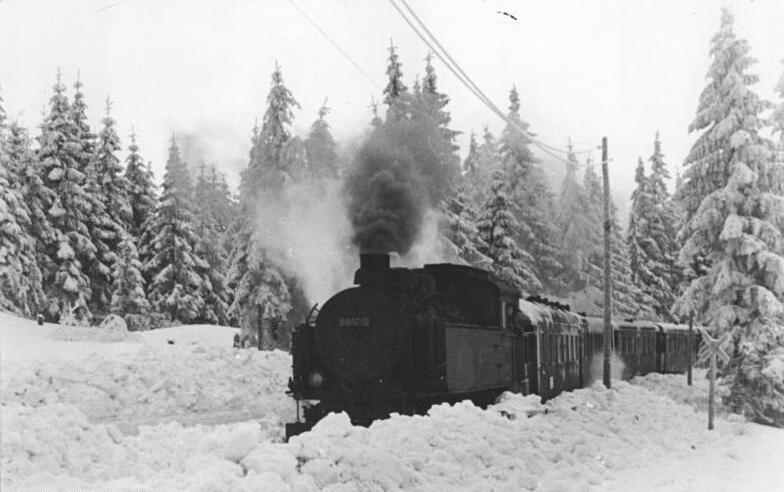
Zug im Januar 1953 auf der Fahrt nach Schierke

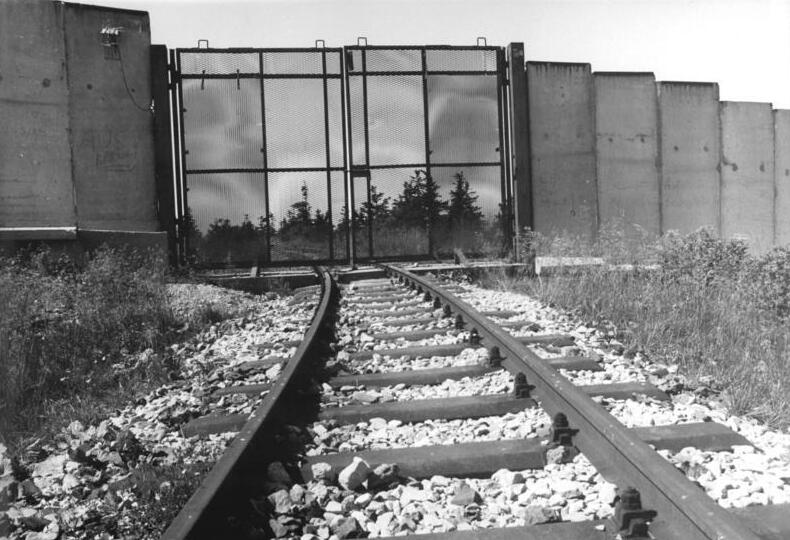
Grenzzaun, September 1990

Bereits 1869 gab es einen Entwurf für den Bau einer Eisenbahn zum Brocken, der jedoch abgelehnt wurde. Ein Neuversuch von Wernigerode 1895 glückte hingegen; am 30. Mai 1896 wurde die Baubewilligung erteilt, nachdem Fürst Otto zu Stolberg-Wernigerode die entsprechenden Grundstücke abgetreten hatte. 1897 plante man eine Brockenbahn von Bad Harzburg über Torfhaus, die schon behördlich genehmigt war, aber am Bürgerwiderstand scheiterte. Der erste Abschnitt der „Wernigeröder“ Brockenbahn, von Drei-Annen-Hohne nach Schierke, wurde am 20. Juni 1898 eröffnet, die Bauabnahme der Reststrecke bis zum Brocken erfolgte am 4. Oktober 1898. Zunächst wurde die Strecke Schierke–Brocken nur vom 30. April bis zum 15. Oktober bedient, im Winterhalbjahr endeten sämtliche Züge im Bahnhof Schierke. Zum Ende des Zweiten Weltkriegs war es im Zuge der Kämpfe im zur Festung erklärten Harz vor allem durch Bomben und Granaten zu größeren Schäden gekommen. Der Abschnitt zum Brocken wurde deshalb erst im Jahr 1949 wieder in Betrieb genommen.
Betreibergesellschaft der Brockenbahn war bis zum 5. August 1948 die Nordhausen-Wernigeroder Eisenbahn-Gesellschaft (NWE), danach gehörte sie der Vereinigung Volkseigener Betriebe (VVB) des Verkehrswesens, Landesbahnen Sachsen-Anhalt und ab dem 11. April 1949 zur Deutschen Reichsbahn. Erst nach den Deutschen Wintersportmeisterschaften im Jahr 1950, die in Schierke stattfanden, fuhren im Winter Züge zum Brocken. Auch wurde für die Meisterschaften ein Bahnhof Eckerloch errichtet, der aber nach Ende der Meisterschaften wieder aufgegeben und nur noch bedarfsweise als Haltepunkt genutzt wurde. Die Lage des ehemaligen Ausweichgleises des Bahnhofes Eckerloch lässt sich auch heute noch gut erkennen.
Noch bis 1988 verkehrten Güterzüge auf der Brockenbahn. Die Züge brachten bis zu diesem Zeitpunkt noch Kohle, Öl und Baumaterial für die dort stationierten Grenztruppen der DDR und Soldaten der Sowjetunion auf die Brockenkuppe. Die Strecke lag seit 1952 im Sperrgebiet und es wurde zum Betreten ein Passierschein benötigt. Nach dem Mauerbau am 13. August 1961 wurde ab dem 14. August der Personenverkehr zwischen Schierke und dem Brocken eingestellt. Die Brockenbahn blieb von Drei Annen Hohne bis Schierke in Betrieb, es verkehrten meist nur zwei Personenzugpaare am Tag; allerdings war auch hier ein Passierschein notwendig, da auch Schierke im Grenzgebiet an der Innerdeutschen Grenze lag.

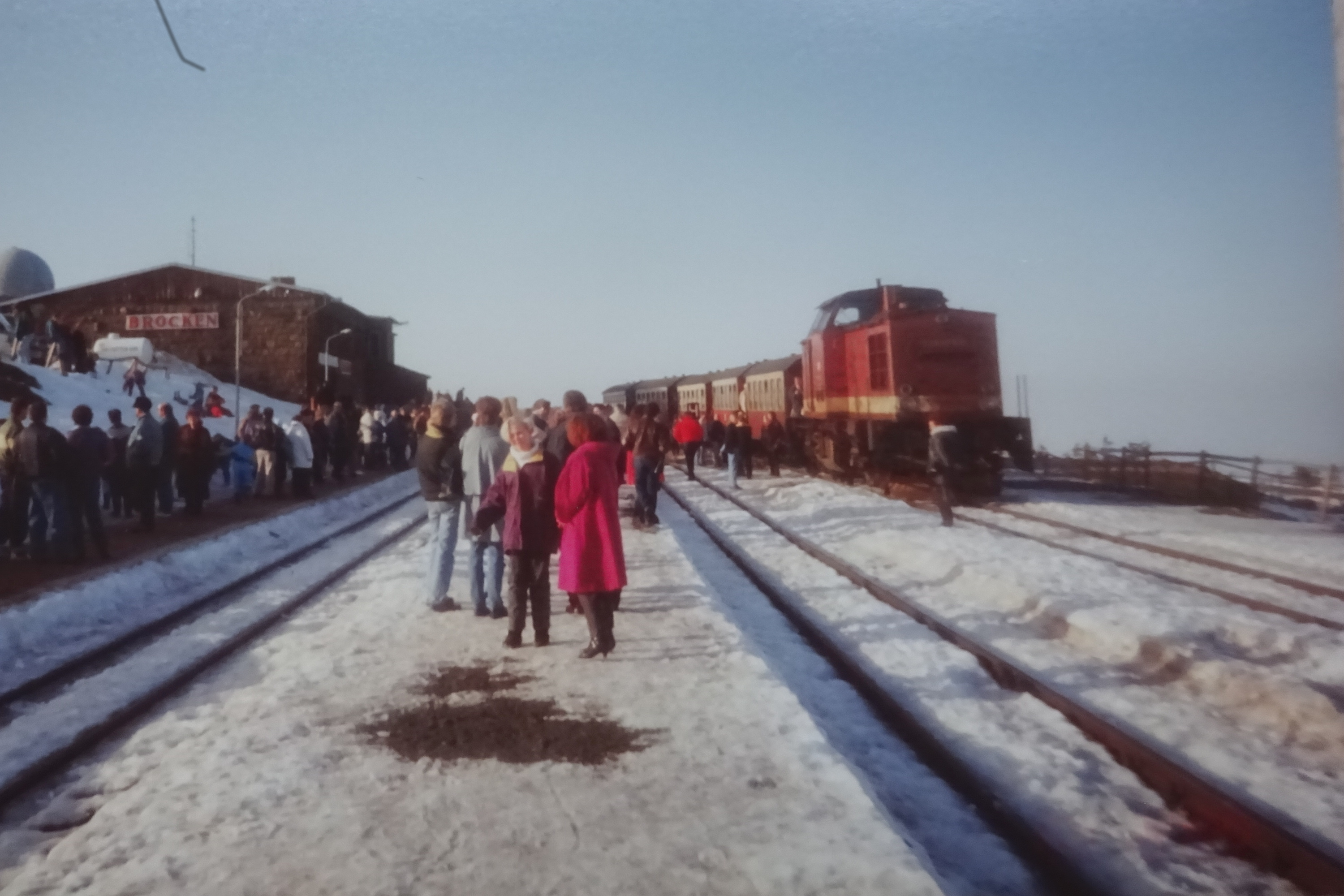
Bahnhof Brocken am 14. März 1993

Nach der Wiedervereinigung blieb ein Betrieb der Brockenbahn zunächst fraglich, jedoch verhalfen vereinte Anstrengungen von Bahn-Enthusiasten und Politikern unter der Federführung des damaligen Landeswirtschaftsministers Horst Rehberger der Brockenbahn zu einer zweiten Chance. Beteiligt war auch die Bundeswehr, da die Brockenbahn, mit der ab 1961 tausende Tonnen Baumaterial für die umfangreichen Grenzbefestigungen im Brockengebiet auf den Berg geschafft wurden, nun zum Abtransport der überflüssig gewordenen militärischen Anlagen benötigt wurde. Am 15. September 1991 wurde nach der Sanierung der öffentliche Verkehr feierlich mit zwei dampflokomotivbespannten Zügen wiedereröffnet. Zum Einsatz kamen dabei beim ersten Zug die Lokomotiven 99 5903, eine Mallet-Lokomotive, die die NWE in den Jahren 1897/98 beschafft hatte, und 99 6001, ein 1939 von der Firma Krupp entwickelter Prototyp, beim zweiten Zug die 99 5902 und die 99 7244, eine Neubaulokomotive der Deutschen Reichsbahn.
Seit der Privatisierung der Schmalspurbahnen im Harz im Jahre 1993 wird die Brockenbahn von den Harzer Schmalspurbahnen (HSB) betrieben.
Beginnend 2000 wurde auch die Brockenbahn mit elektronischen Stellwerken und signalisiertem Zugleitbetrieb ausgerüstet. Sie ist damit vollständig signalisiert und mit selbsttätiger Gleisfreimeldung durch Achszähler ausgerüstet. Rückfallweichen machen das zeitaufwendige manuelle Einstellen der meistgenutzten Fahrwege unnötig. Manuell gestellt werden müssen die Weichen für das Umsetzen im Bahnhof Brocken sowie zur Benutzung des Rückdrückgleises im Bahnhof Goetheweg. Die Trennungsweiche im Bahnhof Drei Annen Hohne ist elektrisch ferngestellt. Vorher gab es im Bahnhof Schierke ein Einheitsschlüsselwerk und ein Kurbelwerk für die Einfahrsignale. Beide Einrichtungen sind in der HSB-Fahrkartenausgabe im Bahnhof Wernigerode Hbf ausgestellt.

## Zugbetrieb
Im Winter fahren zum Brocken maximal sechs Zugpaare am Tag. Davon werden vier von und nach Wernigerode durchgebunden. Im Sommer ist der Verkehr auf täglich elf Zugpaare verdichtet. Laut Sommerfahrplan 2022 benötigt der schnellste Zug ab Drei Annen Hohne mit einem siebenminütigen Aufenthalt in Schierke 49 Minuten zum Gipfel. Andere Züge stehen bis zu 20 Minuten in Schierke und brauchen dementsprechend bis zu 63 Minuten für die Strecke.
Auf dem Streckenabschnitt Schierke–Brocken gilt von Anfang an ein höherer Sondertarif; bei den HSB gilt für Fahrten zum Brocken ein identischer Preis unabhängig vom Ausgangspunkt. Damit soll erreicht werden, dass mit Pkw anreisende Brockenbesucher nicht bis Schierke fahren, wo die benötigten Parkplatzkapazitäten nicht verfügbar sind. Außerdem soll so die Abgasbelastung des Hochharzes begrenzt werden.
Bei extremen Windgeschwindigkeiten auf dem dafür berüchtigten Brocken wird der Zugbetrieb im Abschnitt Schierke – Brocken aus Sicherheitsgründen eingestellt, so beispielsweise am 8. Februar 2016 oder am letzten Januarwochenende 2022, bei Bedarf sogar ab Wernigerode. Seit 2006 besitzen die HSB eine üblicherweise von einer Diesellok der Baureihe 199.8 geschobene Schneefräse der Schweizer Firma Zaugg.
Infolge einer überdurchschnittlich lang andauernden Trockenheit im Sommer 2022 und eines großen Waldbrandes bei Schierke im August des gleichen Jahres wird der Dampflokomotivbetrieb in Zukunft bei Waldbrandwarnstufe 4 nach Ermessen und bei Warnstufe 5 generell ausgesetzt und stattdessen mit Diesellokomotiven gefahren. Nach dem Ausbruch eines zweiten Großfeuers am 3. September 2022 war der Reisezugbetrieb auf den Brocken über eine Woche lang unterbrochen. Die Bahn transportierte stattdessen Löschwasser auf den Gipfel.
Etwa eine halbe Million Menschen fahren jedes Jahr mit den historischen Zügen den Brocken hinauf, auf den zweithöchsten Bahnhof Deutschlands nach der Zugspitze.

## Bildergalerie

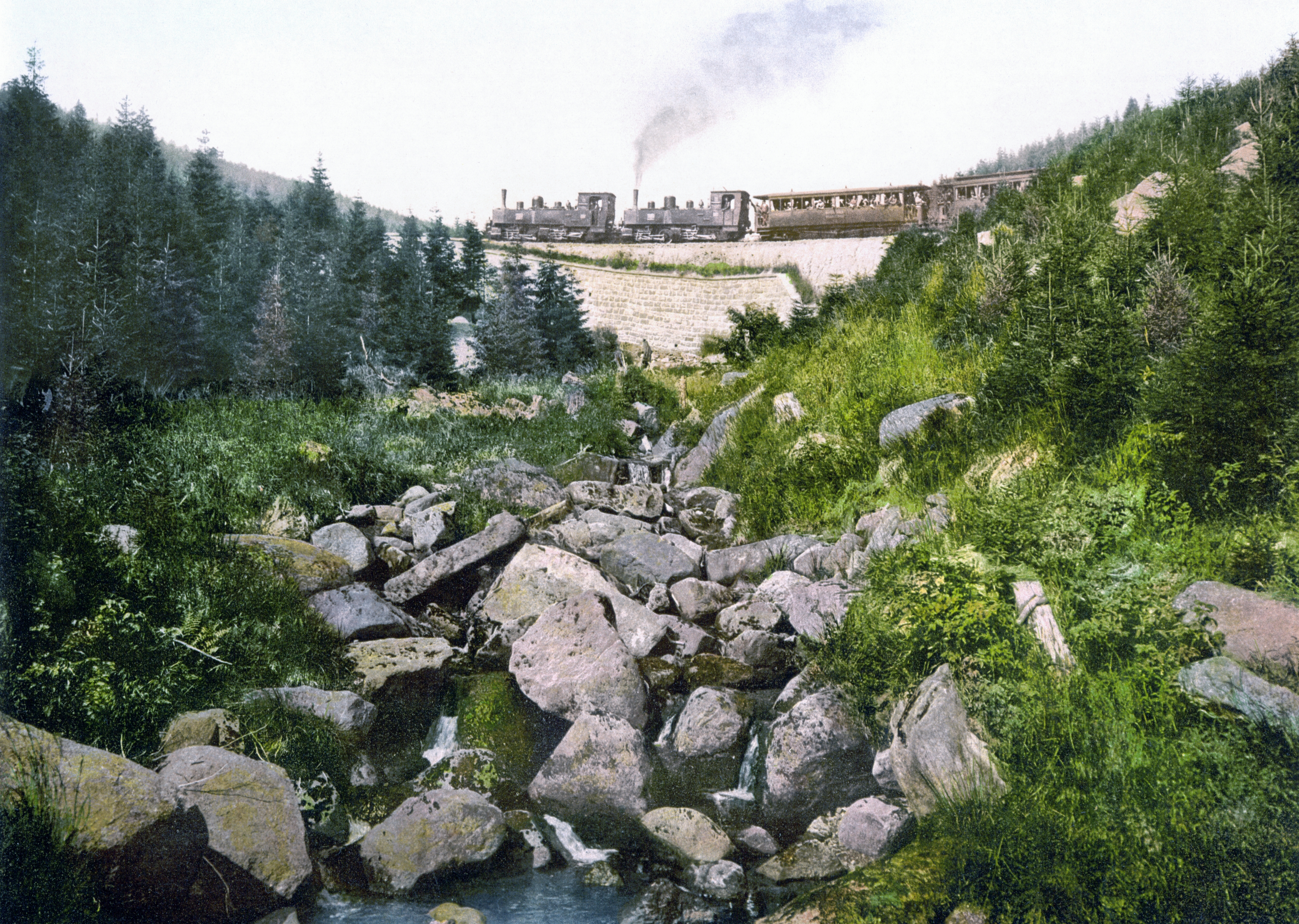
Brockenbahn um 1900
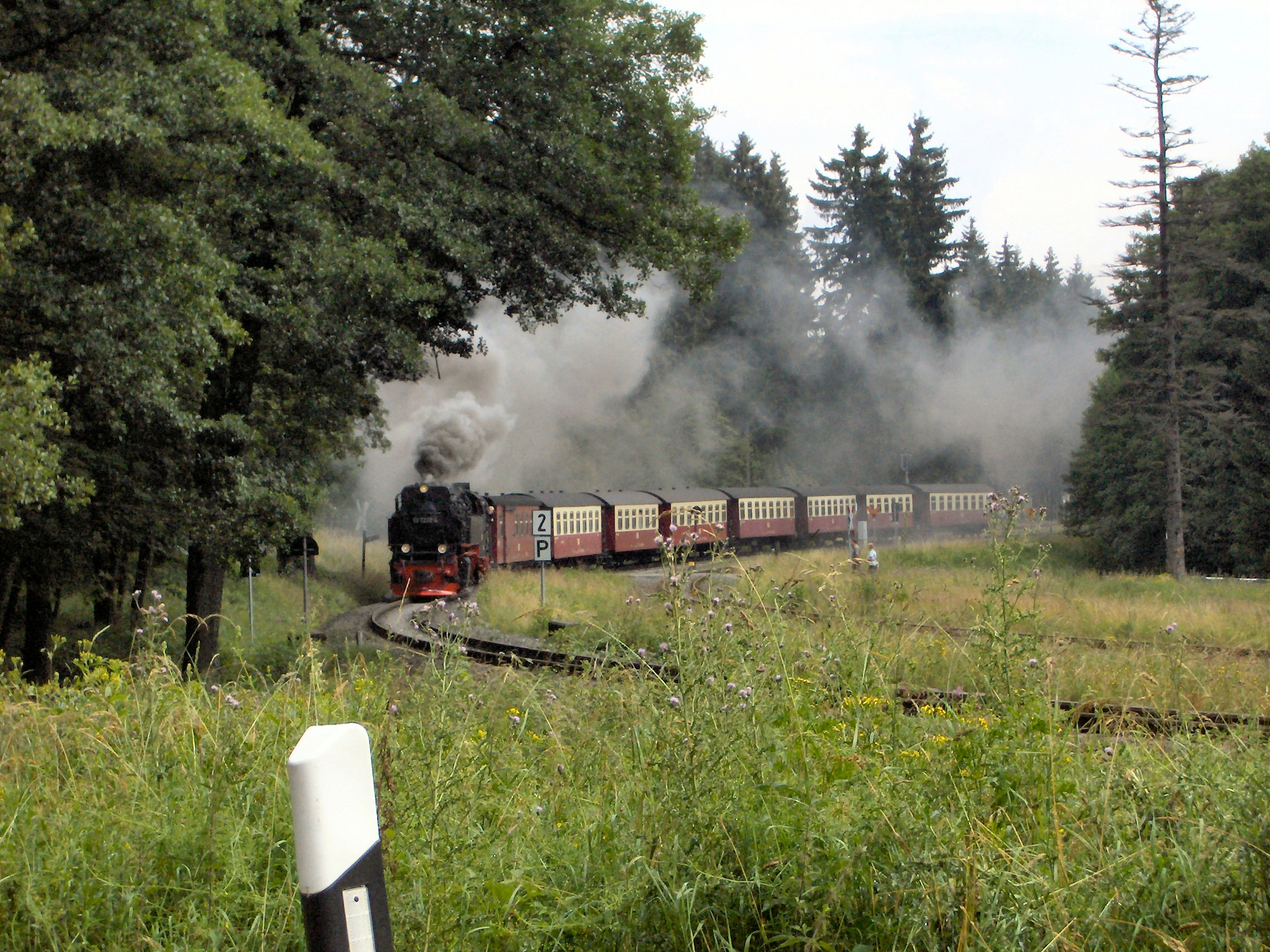
Ausfahrt aus Drei Annen Hohne Richtung Brocken
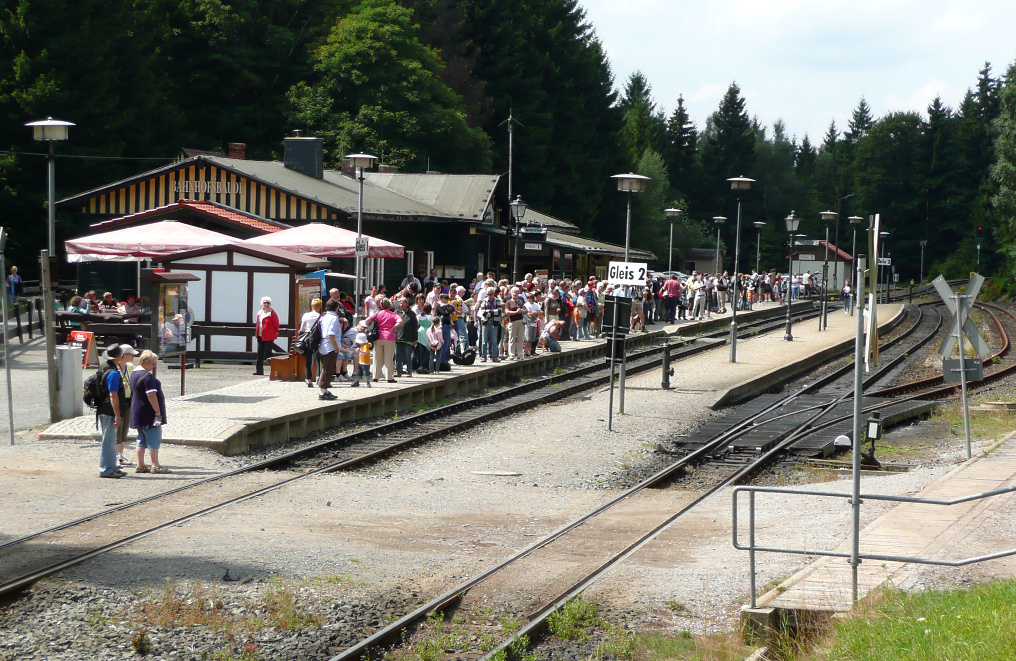
Bf Schierke, einziger Zwischenhalt für Fahrgäste
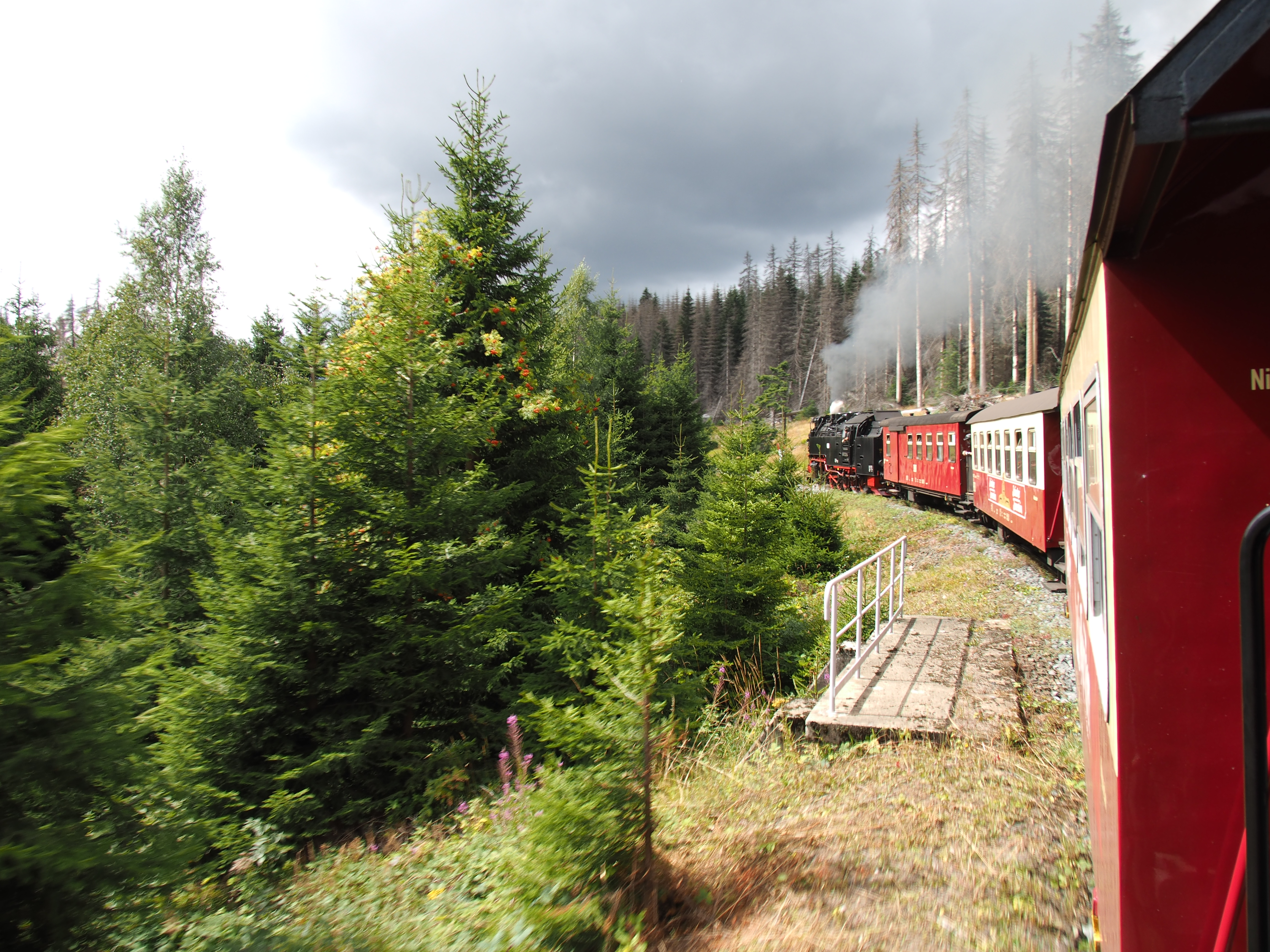
Ein Zug auf dem Weg zum Gipfel
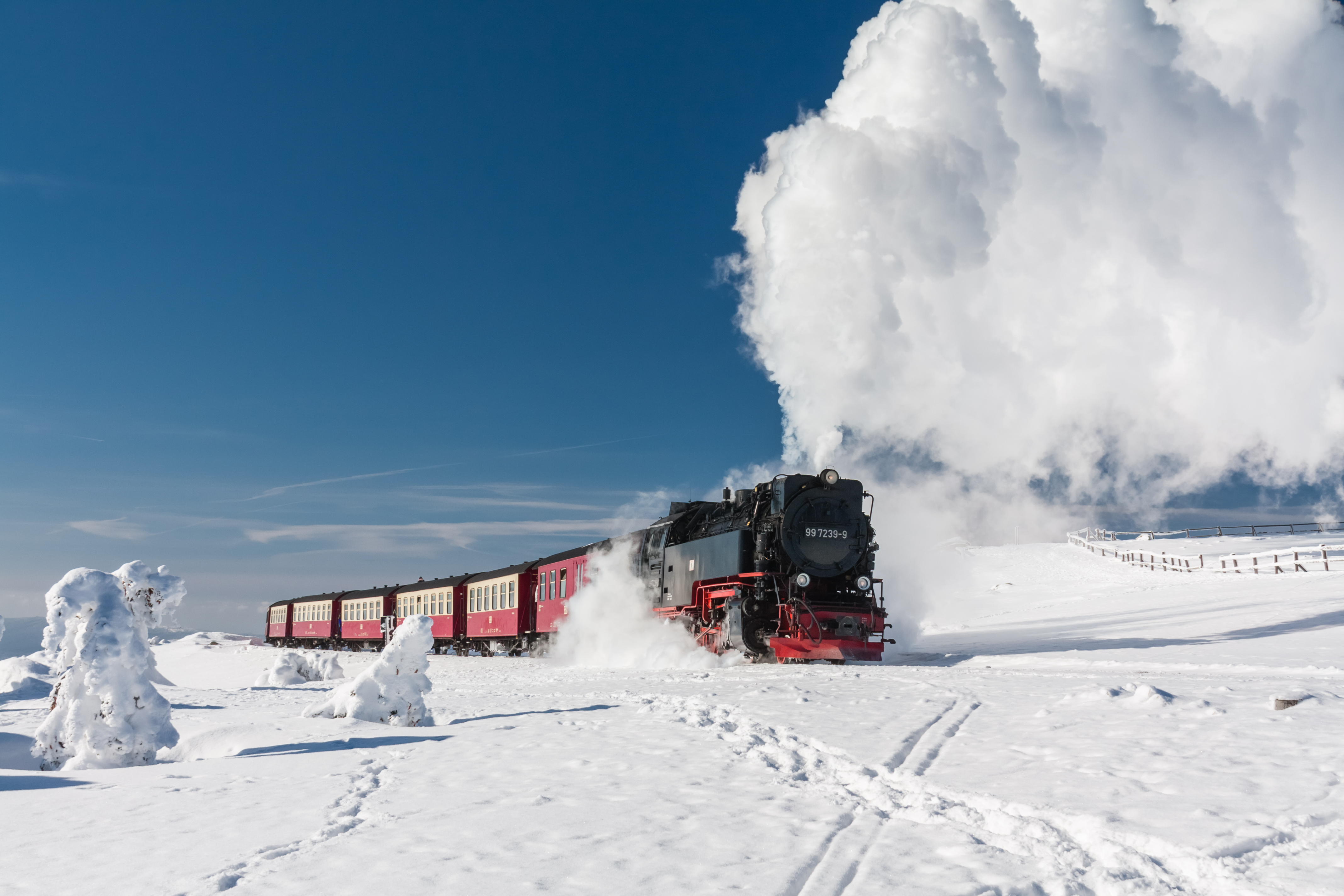
Personenzug mit Dampflokomotive auf dem verschneiten Brocken
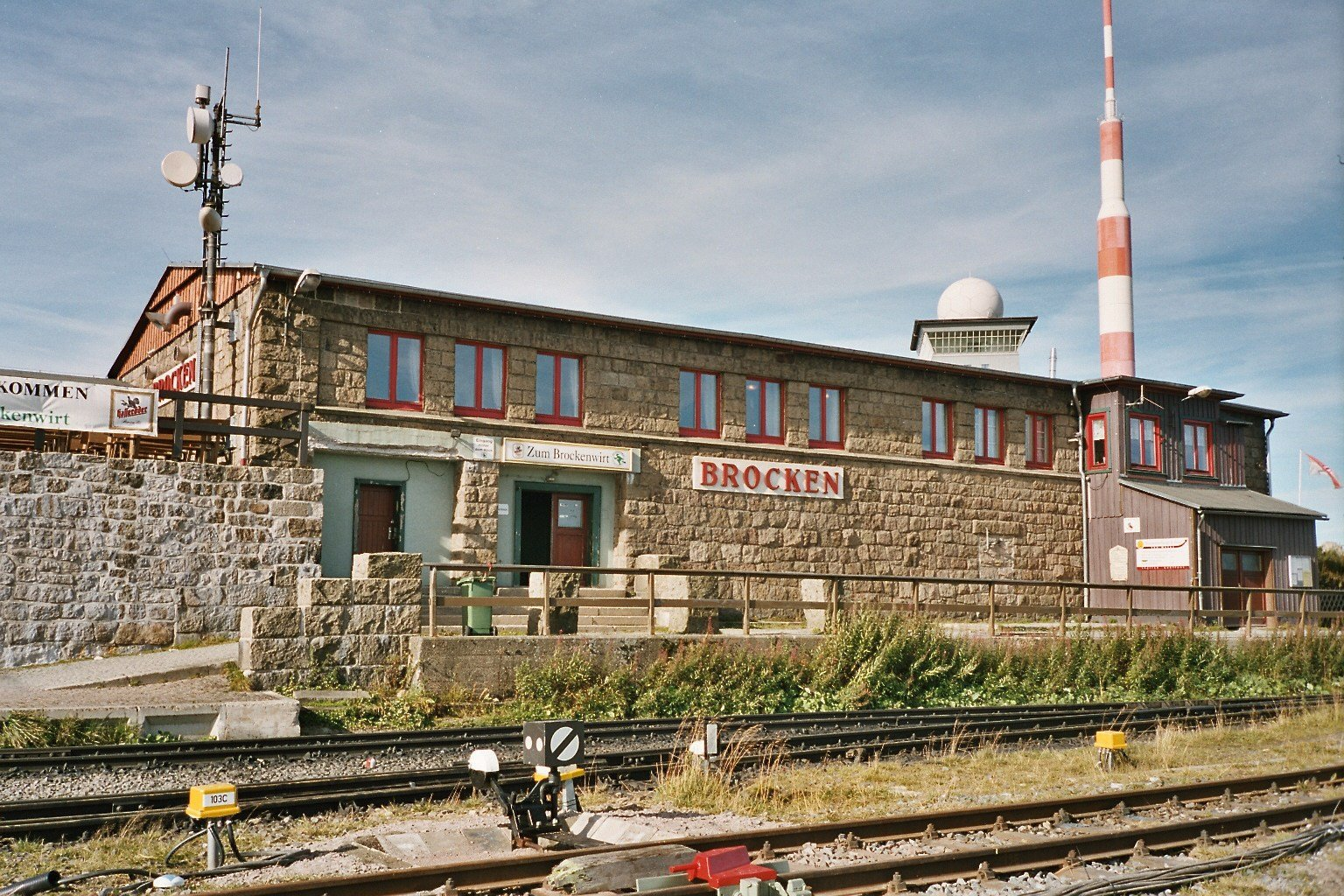
Kopfbahnhof auf dem Gipfel
- Video
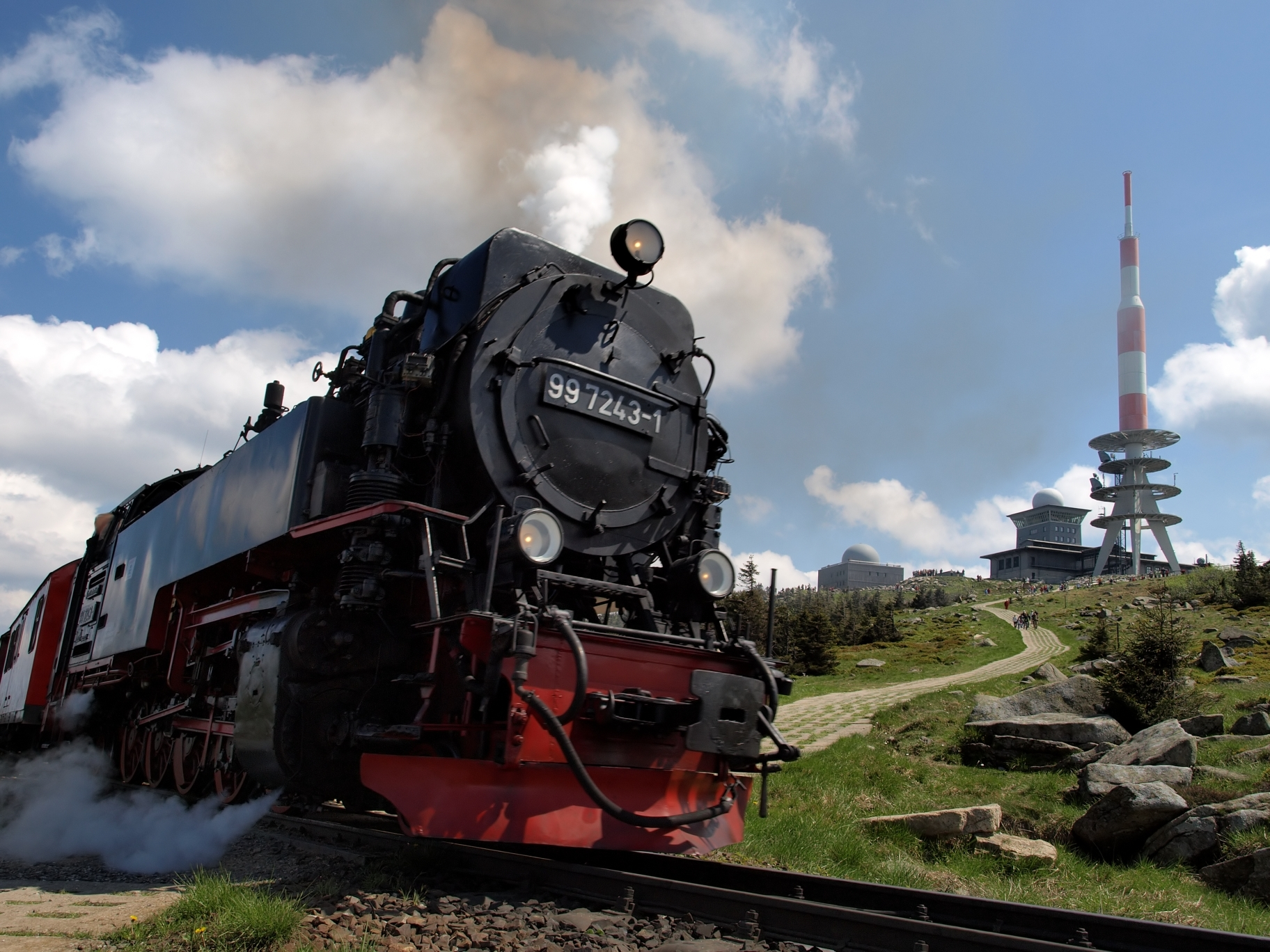
Neubaudampflok vor der Gipfelkulisse
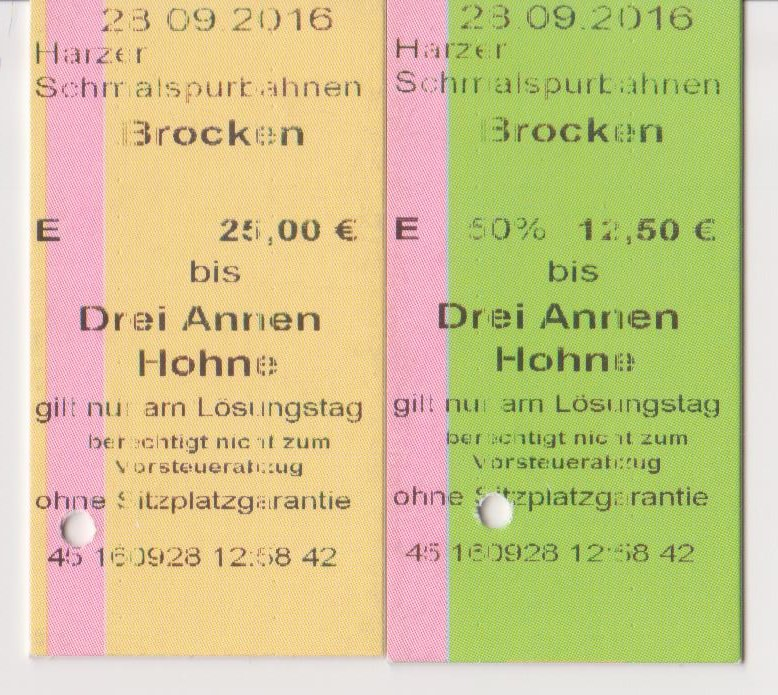
Fahrkarten